# Rascaña
Rascaña (en valenciano y oficialmente Rascanya) es el nombre que recibe el distrito número 15 de la ciudad de Valencia (España). Limita al norte con Poblados del Norte y los municipios de Tabernes Blanques y Alboraya, al este con Benimaclet, al sur con La Zaidía y al oeste con Benicalap. Está compuesto por tres barrios: Orriols, Torrefiel y San Lorenzo (Nuevo Orriols). Su población censada en 2022 era de 53.566 habitantes, según el Ayuntamiento de Valencia.

## Historia
El nombre del distrito deriva de la alquería andalusí de Rascanya, que Jaime I donó a Guillem d'Aguiló, franca de tributos, en 1237. Dicha alquería constituyó el núcleo original de Orriols y de todo el distrito y, además, dio su nombre a la acequia de Rascaña.
Según quedó registrado en el Repartiment (libro datado del siglo XIII donde los escribas del rey Jaime I registraban las donaciones de propiedades para cuando acabara la conquista en Valencia), Jaime I donó el distrito de Rascaña a Guillem d´Aguiló. La alquería fue comprada por el rey Pedro II para, posteriormente, pasar a la posesión del abad de la Valldigna, que levantó un monasterio. El centro religioso creado por el abad fue insuficiente para la cantidad de fieles que había por lo que en el año 1374, el que era el abad de Saranyó lo amplió y se dio a conocer como San Bernardo de Rascaña.
En 1545 se instauró en el distrito la orden de los Jerónimos que recibieron el título de San Miguel de los Reyes. El edificio se amplió para instaurar una biblioteca y una escuela de arte y teología. Años más tarde, comenzó la construcción del actual monasterio de San Miguel de los Reyes.

### Nuevos dueños
Al distrito llegaron nuevos dueños como fueron los nobles de Orriols, de ahí la variante del nombre del barrio de Rascaña, que se instauró en 1882 y pasó a formar parte de la capital del Turia.

## Acequia de Rascaña
El síndico de la Acequia de Rascaña es Enrique Aguilar Valls.
La primera acequia de Rascaña fue inutilizada tras la riada de 1957, que tuvo lugar en Valencia. La acequia sigue su recorrido por la calle Valle de la Ballestera, cruza por a calle de Pío XII y sigue hacia la avenida de Campanar, atravesando la antigua Fe de Valencia continuando por la Calle Ballester, cruza con la acequia de Mestalla y se interna de Marchalenes hacia la avenida Constitución, tras cruzar el barrio Torrefiel.
A partir del barrio de Torrefiel la acequia sale al descubierto recibiendo agua de la acequia de Mestalla. A partir de Tabernes Blanques se divide en dos lenguas: Alboraya y Almácera.

### Alboraya
La vertiente de Alboraya cruza Tabernes Blanques bajo tierra y vuelve a la superficie por el este de Tabernes próximo a Alboraya para volver a dividirse en dos lenguas: Gaiato y Miracle, las que siguen el barranco del Carraixet hasta la playa de Alboraya.

### Almácera
La vertiente de Almácera cruza también el barranco del Carraixet a través de un sifón que abastece a Almácera y Meliana. Tras la subdivisión de los brazos de la Cruz y de la Alquerieta, se segmenta en otros dos brazos: la Plaza y la Cadena.
La Plaza riega el término de Almácera y parte de Alboraya hasta desembocar en el mar. La Cadena llega hasta la acequia de San Vicente, que coincide con la Real Acequia de Moncada.